# Eulasia cornifrons
Eulasia cornifrons är en skalbaggsart som beskrevs av Edmund Reitter 1903. Eulasia cornifrons ingår i släktet Eulasia och familjen Glaphyridae. Inga underarter finns listade i Catalogue of Life.